# 県道128号 (台湾)
県道128号（けんどう128ごう）は、苗栗県通霄鎮通霄駅前から同県公館郷を結ぶ、全長20.16kmの台湾の県道である。県道119号と重複区間がある。

## 通過する自治体
- 苗栗県
  - 通霄鎮
  - 西湖郷
  - 銅鑼郷
  - 公館郷

## 接続する道路
- 県道121号
- 台1線
- 国道3号（インターチェンジ）
- 台13線
- 県道119号
- 台72線（インターチェンジ）
- 台6線

## 施設
- 烏眉国中